# Mish'al bin Sa'ud Al Sa'ud
Mishʿal bin Saʿūd Āl Saʿūd (in arabo مشعل بن سعود بن عبد العزيز آل سعود‎?; Riad, 1940) è un principe, militare e politico saudita, membro della famiglia reale Āl Saʿūd.

## Primi anni di vita
Il principe Mish'al è nato nel 1940 ed è figlio di re Sa'ud.

## Prime esperienze
Mish'al bin Sa'ud è un ufficiale militare in congedo. Ha condotto con successo un'unità della Guardia Nazionale che è stata tra le prime ad essere inviata a difendere il confine settentrionale durante la Guerra del Golfo del 1990-91. La sua esperienza militare gli ha fornito l'opportunità di assumere l'incarico di governatore della provincia di Najran.

## Governatorato
Mish'al bin Saud è stato nominato governatore nell'aprile del 1997. La Provincia di Najran è situata in una zona di confine con lo Yemen, pertanto, la possibilità che cellule terroristiche entrino nel regno passando per questa regione è molto elevata. La tensione con la comunità ismailita è rimasta alta dopo l'arrivo del principe come governatore, portando a grandi proteste nel 2000. Gli ismailiti accusavano il governo locale di molestie, discriminazioni e di arresti e detenzioni arbitrari. Come risultato, gli attivisti hanno inviato una petizione a re Abd Allah in cui si chiedeva la rimozione del principe dal ruolo. Per avere successo, Mish'al bin Sa'ud avrebbe dovuto essere in grado di governare la popolazione ismailita locale con equità e di mantenere la stabilità. Tuttavia, la Provincia divenne teatro di violenti scontri nel 2000, quando centinaia di ismailiti hanno affrontato la polizia. I ribelli si dichiaravano contrari ai piani volti a ridurre la loro presenza nella provincia, affermando anche che la politica di insediamento avrebbe potuto provocare disordini sociali. Il 23 aprile 2000, tre mesi dopo che le autorità avevano chiuso le loro moschee nel giorno Id al-fitr, i rapporti si sono fatti più tesi dopo l'arresto di un religioso ismailita.
Gli sciiti sauditi hanno invitato le autorità a rifiutare i piani di insediamento di musulmani sunniti yemeniti nel sud dell'Arabia Saudita per modificare l'equilibrio demografico a favore dei sunniti, fino a quel momento in minoranza. Gli ismailiti sciiti di Najran hanno dichiarato di aver presentato una nuova petizione a re Abd Allah nel 2006 per fermare l'insediamento circa 10 000 tribù yemenite grazie a progetti di edilizia abitativa costruiti per loro nella zona circostante la città Najrān.
Una lettera di protesta inviata nel gennaio 2008 al governatore Mish'al bin Sa'ud riportava le lamentale dell'emarginazione e affermava che i programmi per introdurre nuove tribù yemenite dovevano cessare. Mohammed Al Askar, un attivista ismailita coinvolto nella redazione della petizione, ha affermato: "Abbiamo ricevuto rassicurazioni che alcuni problemi potrebbero essere risolti, ma per altri vorrà del tempo".
Il mandato del principe Mish'al è stato rinnovato l'ultima volta nel mese di aprile del 2005. Nonostante ciò, il 4 novembre 2008, re Abd Allah ha emesso un decreto reale in cui sollevava il principe Mish'al dalle sue funzioni su sua richiesta. Tuttavia, è comunemente creduto che la rimozione dall'incarico fosse dovuta alla sua incapacità di mantenere relazioni positive con la comunità ismailita.
In altre parole, Mish'al bin Sa'ud è stato sollevato dal suo incarico in parte a causa della sua incapacità di eliminare o almeno ridurre, le tensioni con gli ismailiti della provincia. D'altra parte, a seguito di un aumento della violenza nelle zone di confine con lo Yemen e delle nuove tensioni tra i governi yemenita e saudita, il raggiungimento della sicurezza e stabilità del Najran era un fattore critico nella politica nazionale. Mish'al ha governato la provincia in un periodo di rapido deterioramento del rapporto tra la maggioranza dei residenti ismailiti e le autorità provinciali. Il 1º aprile 2009 è stato nominato un nuovo governatore nella persona del figlio di re Abd Allah, il principe Mishaal.

## Vita personale
Mish'al bin Sa'ud è genero del defunto principe ereditario Sultan. Ha sposato anche la principessa Sarah bint Faysal bin Turki I Al Sa'ud. Ha sei figli, cinque maschi e una femmina. Sua figlia, la principessa Lamia, era sposata con il principe Ahmad bin Salman.
Suo figlio Faysal, è stato consigliere del principe Sultan. In seguito è stato vice governatore della provincia di al-Qasim. Il 29 gennaio 2015, è promosso governatore della stessa provincia.